# Galeodea leucodoma
Galeodea leucodoma — вид морских брюхоногих моллюсков семейства Cassidae. Донное бентическое животное, обитающее в западно-центральной части Тихого океана, в водах Филиппин. Безвредно для человека, не является объектом промысла. Охранный статус вида не оценивался.